# キングストン弁
キングストン弁（キングストンべん、英: kingston valve）は、船舶の船底などに設けた取水管に使用される止水弁の古い通称である。小型のものは“キングストンコック”とも呼ばれ、日本では漢字を当てて「金氏弁」とも呼ばれた。
“キングストン弁”の名称は、イギリス人のジョン・キングストン（John Kingston、1786年 - 1847年）及び、彼が創業したロサンゼルスのF.C.キングストン社に由来すると言われるが、確実なものではない。F.C.キングストン社はこの弁の語源について言及していない

。

## 概要
帆船の時代が終わり、蒸気船が建造されるようになると、蒸気機関の復水器を機能させる大量の冷却水が必要となり、海水を船内へ安全に導く必要性が発生した。船舶の主動力がディーゼルエンジンをメインとする内燃機関になった時代においてもエンジンのシリンダーブロックを冷やす冷却水は依然として必要であり、バラスト水の注水・排水や消火用水の取水、そして船内で発生したビルジをはじめとする汚水を浄化して排水する必要もある。これらの取水口は確実な取水のために喫水線より下に設ける必要があり、漏水（海難事故、沈没）のおそれが少なく、かつ、確実に閉鎖できる取水弁が求められた。排水は船外に出すため海面よりも上でも良いがごく小口径の排水口を除き喫水線下に開けた排水口より船外に出すのがほとんどである。

## 構造
大型船のキングストン弁は、電動等による遠隔操作であり、冷却・取水目的のものは常時開、注水・消火目的のものは常時閉である。
前述の冷却用その他以外の特殊な例として、近代の大型軍艦では戦闘時に弾薬庫への引火を防ぐ緊急注水および、被弾時の浸水による傾斜（船体が大きく傾斜していると転覆沈没の危険があり、砲塔の旋回に支障が生じるなどして戦闘能力が阻害される）を復原させる目的で、艦内に直接外水を取り入れるための取水弁とその配管が設けられる。実際に使用された例としては、戦艦武蔵や軽巡洋艦大淀がある。
この他、潜水艦やタンカー、自動車運搬船、フェリー、貨物船などでも、重心調節や船体の傾斜調節のために、バラストタンクにバラスト水を注排水するシステムを備えている。
なお、“キングストン弁”についての誤解の一つに、「船底に設けられている」というものがあるが、各種の取水口は必ずしも船底に設けられるとは限らない。船舶に設ける“船外と直結している通水口”の代表として、ビルジ（淦水、あか）の排水孔があるが、これは取水用ではなく排水用であり、通常は排水用のポンプを備えたものとして設置され、排出口も舷側に開口されている。排出口を直接船底に設けることは、日常的に陸揚げし雨水もたまりがちなカッターボート等の小型舟艇では有用だが、それらに装備されているものは弁ではなく栓で開閉されるもので、キングストン弁の名で呼ばれるバルブが付属することもない。

## 自沈用との誤解
前述のように、キングストン弁は船外から直接通じている配管に接続されているため、船内の配管系に亀裂や破断が生じて浸水が起きた場合などの非常事態には、速やかな閉塞が要求される。仮にキングストン弁が開放状態で閉塞できない場合、船外から船内へ水が直接流入してしまうため、浸水沈没に直結する致命的な危険性がある。
上述の危険性から、艦船を自沈させる際にキングストン弁を意図的に開放することがあり、そのために「非常時に艦船を速やかに浸水沈没させるための装備として“キングストン弁”というものが存在している」との誤解が存在している。
しかし、キングストン弁は末端の注水弁と合わせ、前述の通り本来は船内に取り込む外水の制御を目的として設置された弁であり、自沈のために開放するのは目的外の「転用」に過ぎない。また、開放しても艦船を急速に海没処分できるわけではなく、そのほかの破壊行為も同時に実行されることが多い。スカパ・フローでの自沈事例では、全ての注水弁を開き導水管を破壊しただけではなく、舷窓を開け、防水扉や復水器を開放し、一部で隔壁も破壊することで、11時から17時までの間に艦隊の大部分を沈没・座礁させることに成功している。また、戦時に軍艦を自沈させる際には、爆薬を使った爆破行為や、味方艦船からの砲撃や雷撃も併用されることが多く、注水弁（キングストン弁）を全開放すること“のみ”によって自沈させることは基本的にない。
誤解の原因ははっきりしないが、少なくとも日露戦争当時は日露双方で「自沈の際に使う何か」とする表現が使われていたようであり、『明治三十七八年海戦史』に「キングストン弁を開き（略）之を沈没せしめ」とある。一方で同じ場面でも「此一戦」（水野廣徳著）では「海水弁」と書いている。ロシア側の記録ではアレクセイ・ノビコフ＝プリボイが『バルチック艦隊の潰滅（原題:Цусима（ツシマ）』の中で“キングストン”（кингстона）が、抜く、もしくは開くと自沈に直結するもの、として複数回記述している。旧日本海軍の戦闘詳報では「キングストンバルブ」の表記が見られる。

## キングストン弁が原因となった沈没事例

### 自沈のために使用された例
- スカパ・フローでのドイツ艦隊の自沈 - 52隻のドイツ艦船が自沈した。
- ビスマルク (戦艦) - 同時にイギリス軍からの攻撃もあり。
- エムデン (軽巡洋艦・3代)
- 比叡
- 高雄 (重巡洋艦)
- 照月_(駆逐艦)
- 時津風
- サン＝ナゼール強襲 - 軍港に突入させた駆逐艦（キャンベルタウン）のキングストン弁を爆破して着底させた。
- オプテンノール (船)

### 弁の破損や不適切な運用によって海難事故に至った例
- オシアノス号 - 嵐によって破損して沈没
- クーガー・エース - バラスト水の注入不足により転覆
- 摂津丸 - 見習機関員がキングストン弁を分解してしまう事故により沈没

## フィクションへの登場例
キングストン弁に対する「非常時に艦船を速やかに浸水沈没させるための装備として“キングストン弁”というものが存在している」との誤解から、フィクション作品には艦船を意図的に喪失させるための装置や機構として登場する例がある。
- 『トップをねらえ!』 - ガイナックス製作によるOVA（オリジナルビデオアニメーション）作品。宇宙戦艦「ヱクセリヲン」が、キングス弁[注釈 2]を抜いて縮退炉を暴走させることにより、ブラックホール爆弾として運用される。
- 『宇宙一の無責任男』シリーズ - 吉岡平による小説。宇宙戦艦「リベラシオン」が、キングストン弁を開くことで反応炉とワープエンジンを暴走させ、自爆同然の暴走ワープで敵艦隊を道連れにする、というシーンがある。